# Теорема о лямбда-функции
Теорема о лямбда-функции (теорема о Λ-функции) — теорема в математике, утверждающая, что всякая функция с аргументом {\displaystyle x}, представленная в виде приведённого многочлена, а также не имеющая свободного члена является формулой суммы первых {\displaystyle x} ({\displaystyle x\in \mathbb {N} }) элементов последовательности, заданной полной лямбда-функцией, принимающей в качестве аргумента натуральное число, обозначающее порядковый номер элемента в последовательности.
Теорема доказывается введением понятий полной и неполной лямбда-функций.

## Формулировка теоремы
У теоремы о лямбда-функции существует две формулировки. Основная формулировка теоремы исходит из его алгебраического смысла:
Всякая функция-многочлен с натуральным аргументом {\displaystyle x} без свободного члена является суммой первых {\displaystyle x} членов последовательности, заданной другой функцией-многочленом.
Однако существует ещё одна формулировка, исходящая из её геометрического смысла:
Если из графика, проходящего через начало координат, на оси абсцисс на натуральных позициях провести отрезки-вертикали, параллельные оси ординат, от начала оси абсцисс и до пересечения с графиком и от этих точек пересечения провести лучи, параллельные оси абсцисс, то на этих отрезках-вертикалях точками пересечения с лучами образуются отрезки, длины которых, начиная с нижнего к верхнему, можно задать функцией, аргумент которой - натуральный номер отрезка снизу вверх.

## Основные положения
Положение 1. Если для приведённого многочлена {\displaystyle f(x)} существует функция {\displaystyle g(x)} такая, что {\displaystyle f(x)=\sum _{k=1}^{x}g(k)}, то такая функция называется полной лямбда-функцией.
Положение 2. Формула (1) полной лямбда-функции выводится исходя из основного уравнения теоремы: 
{\displaystyle f(x)=\sum _{k=1}^{x}g(k)}.
Формулу суммы можно разложить на сумму двух элементов, "отделив" от общей формулы суммы последний элемент — {\displaystyle g(x)}:
{\displaystyle f(x)=g(x)+\sum _{k=1}^{x-1}g(k)}.
Из получившейся формулы можно выразить {\displaystyle g(x)}:
{\displaystyle g(x)=f(x)-\sum _{k=1}^{x-1}g(k)}.
С учётом формулы (1) получим формулу (2):
{\displaystyle g(x)=f(x)-f(x-1)}.
Такая формула называется лямбда-функцией и обозначается {\displaystyle f(x)=\Lambda g(x)}.
Положение 3. При суммировании лямбда-функции {\displaystyle g(x)} результат будет не всегда равен {\displaystyle f(x)}. В случае, если он не равен {\displaystyle f(x)}, такая лямбда-функция будет называться неполной. Если же при суммировании {\displaystyle g(x)} всегда будет равен {\displaystyle f(x)}, то такая лямбда-функция будет называться полной. Функция, равная просуммированной лямбда-функции {\displaystyle g(x)}, называется восстановленной и обозначается {\displaystyle Nf(x)}.
Для полной и неполной лямбда-функции справедливо выражение, получаемое из формулы (2):
{\displaystyle Nf(x)=f(x)-f(0)}.
Для полной лямбда-функции справедливо выражение:
{\displaystyle Nf(x)=f(x)},
откуда следует, что {\displaystyle f(0)=0}.

## Доказательство
Теорема подразумевает, что для данной функции {\displaystyle f(x)} существует лямбда-функция {\displaystyle g(x)} при {\displaystyle f(0)=0}. При {\displaystyle f(0)=0}, т. е. при отсутствии свободного члена достигается равенство {\displaystyle Nf(x)=f(x)} из положения 3. Это равенство обозначает, что сумма первых {\displaystyle x} членов последовательности, заданной лямбда-функцией, при {\displaystyle x\in \mathbb {N} } равно самой функции, а значит функция и равняется этой сумме.

## Геометрический смысл теоремы о лямбда-функции

Жирными цифрами пронумерованы отрезки, длины которых равны значению функции, принимающей в качестве аргумента номер отрезка

Геометрический смысл теоремы о лямбда-функции заключается в том, что в любом графике функции, представленном многочленом и проходящем через начало координат, на оси абсцисс на натуральных позициях можно провести вертикальные линии до пересечения с графиком функции, а из точек пересечения провести параллельные оси абсцисс лучи, в результате чего на линиях образуются пересечения с этим лучом, и длины получившихся отрезков, образованных соседними точками пересечения при нумерации снизу с единицы, можно задать функцией, аргумент которой принимает номер отрезка.
На иллюстрации отображены соответствующие отрезки, справа они пронумерованы. Геометрический смысл заключается в том, что существует такая функция, которая принимает в качестве аргумента номер отрезка и значение которой равно длине отрезка.
Описанная функция — это лямбда-функция {\displaystyle g(x)} такая, что функция графика {\displaystyle f(x)} равна {\displaystyle \Lambda g(x)} (т. е. {\displaystyle \sum _{k=1}^{x}g(k)}). Так как график проходит через начало координат, у его функции отсутствует свободный член, а значит по отношению к нему применима теорема о лямбда-функции:
{\displaystyle Nf(x)=f(x)-f(0)}.
Данное выражение, при {\displaystyle f(0)=0} принимает вид {\displaystyle Nf(x)=f(x)}. Так как {\displaystyle Nf(x)=\sum _{k=1}^{x}g(k)}, получим справедливое выражение, подтверждающее геометрический смысл теоремы:
{\displaystyle Nf(x)=f(x)=\sum _{k=1}^{x}g(k)}.
Справедливость этой формулы подтверждает существование функции {\displaystyle g(x)}.

## Значение
Теорема о лямбда-функции позволяет разрешать рекуррентные соотношения вида:
{\displaystyle a_{n}=a_{n-1}+g(x)}.
В таком случае {\displaystyle a_{n}=\Lambda g(x)}. Так, для постоянного {\displaystyle g(x)}, равном {\displaystyle C} будет действовать формула:
{\displaystyle a_{n}=Cn}.
В качестве значения {\displaystyle a_{1}} в таком случае выступит {\displaystyle C}.